# Собкув (гміна)
Гміна Собкув (пол. Gmina Sobków) — місько-сільська гміна у східній Польщі. Належить до Єнджейовського повіту Свентокшиського воєводства. Адміністративний центр — місто Собкув.
Станом на 31 грудня 2011 у гміні проживало 8449 осіб.

## Територія
Згідно з даними за 2007 рік площа гміни становила 145.50 км², у тому числі:
- орні землі: 70.00%
- ліси: 21.00%

Таким чином, площа гміни становить 11.58% площі повіту.

## Населення
Станом на 31 грудня 2011:
| Опис     | Загалом | Загалом | Чоловіки | Чоловіки | Жінки | Жінки |
| -------- | ------- | ------- | -------- | -------- | ----- | ----- |
| одиниця  | осіб    | %       | осіб     | %        | осіб  | %     |
| все      | 8449    | 100     | 4267     | 50.50    | 4182  | 49.50 |
| міське   | 0       | 100     | 0        |          | 0     |       |
| сільське | 8449    | 100     | 4267     | 50.50    | 4182  | 49.50 |

## Сусідні гміни
Гміна Собкув межує з такими гмінами: Єнджеюв, Імельно, Кіє, Малоґощ, Моравиця, Хенцини.